# Championnat d'Italie de football de deuxième division 1957-1958
Navigation
Édition précédente Édition suivante
La saison 1957-1958 de Serie B, organisée par la Lega Calcio pour la douzième fois, est la 26e édition du championnat de deuxième division en Italie. Le premier est promu directement en Serie A, le vice-champion dispute les barrages contre l'avant-dernier de la Serie A. Il n'y a pas de relégations cette saison pour porter la saison suivante à 20 équipes.
À l'issue de la saison, le Triestina termine à la première place et monte en Serie A 1958-1959 (1re division). Le vice-champion, Bari l'accompagne en première division, après avoir remporté les barrages contre Hellas Vérone.

## Compétition
La victoire est à deux points, un match nul à 1 point.

### Classement
| Rang | Équipe            | Pts | J  | G  | N  | P  | Bp | Bc | Diff |
| ---- | ----------------- | --- | -- | -- | -- | -- | -- | -- | ---- |
| 1    | Triestina R       | 47  | 34 | 20 | 7  | 7  | 64 | 29 | +35  |
| 2    | Bari              | 45  | 34 | 17 | 11 | 6  | 47 | 28 | +19  |
| 3    | Venise            | 41  | 34 | 16 | 9  | 9  | 42 | 30 | +12  |
| 4    | Marzotto Valdagno | 39  | 34 | 16 | 7  | 11 | 50 | 40 | +10  |
| 5    | Monza             | 39  | 34 | 15 | 9  | 10 | 47 | 39 | +8   |
| 6    | Palerme R         | 37  | 34 | 12 | 13 | 9  | 36 | 35 | +1   |
| 7    | Modène            | 36  | 34 | 11 | 14 | 9  | 50 | 46 | +4   |
| 8    | Côme              | 35  | 34 | 11 | 13 | 10 | 30 | 23 | +7   |
| 9    | Brescia           | 35  | 34 | 14 | 7  | 13 | 46 | 36 | +10  |
| 10   | Prato P           | 34  | 34 | 12 | 10 | 12 | 34 | 40 | -6   |
| 11   | Novare Calcio     | 30  | 34 | 9  | 12 | 13 | 42 | 39 | +3   |
| 12   | Tarente           | 30  | 34 | 10 | 10 | 14 | 25 | 31 | -6   |
| 13   | Calcio Catane     | 30  | 34 | 8  | 14 | 12 | 29 | 36 | -7   |
| 14   | Lecco P           | 29  | 34 | 8  | 13 | 13 | 28 | 44 | -16  |
| 15   | Sambenedettese    | 28  | 34 | 8  | 12 | 14 | 25 | 44 | -19  |
| 16   | Messine           | 27  | 34 | 8  | 11 | 15 | 23 | 41 | -18  |
| 17   | Cagliari Calcio   | 26  | 34 | 8  | 10 | 16 | 31 | 44 | -13  |
| 18   | Parme             | 24  | 34 | 5  | 14 | 15 | 25 | 49 | -24  |

|  | Promotion en Serie A                        |
|  | Qualifié pour les barrages de promotion     |
|  | P : Promu de Serie C R : Relégué de Serie A |

- Pas de relégation cette saison, le championnat suivant passe à 20 équipes.
- Bari remporte ses deux matchs de barrage contre Hellas Vérone (1-0 et 2-0) et monte en Serie A.